# 아제딘 우나히
아제딘 우나히(아랍어: عز الدين أوناحي, Azzedine Ounahi, 2000년 4월 19일 ~ )는 모로코의 축구 선수로, 현재 프랑스 리그 1의 마르세유에서 미드필더로 뛰고 있으며 모로코 축구 국가대표팀의 일원으로도 활동 중이다.